# 1166 Sakuntala
1166 Sakuntala è un asteroide della fascia principale del diametro medio di circa 28,74 km. Scoperto nel 1930, presenta un'orbita caratterizzata da un semiasse maggiore pari a 2,5370320 UA e da un'eccentricità di 0,2072915, inclinata di 18,89165° rispetto all'eclittica.
Il suo nome fa riferimento ad un personaggio del poema sanscrito Abhijñānaśākuntalam.